# 国土交通省
国土交通省（こくどこうつうしょう、英: Ministry of Land, Infrastructure, Transport and Tourism、略称: MLIT）は、日本の行政機関のひとつ。国土の総合的かつ体系的な利用、開発および保全、社会資本の整合的な整備、交通政策の推進、気象業務、ならびに海上の安全や治安の確保に関することを所管する。日本語略称・通称は、国交省（こっこうしょう）。

## 概説

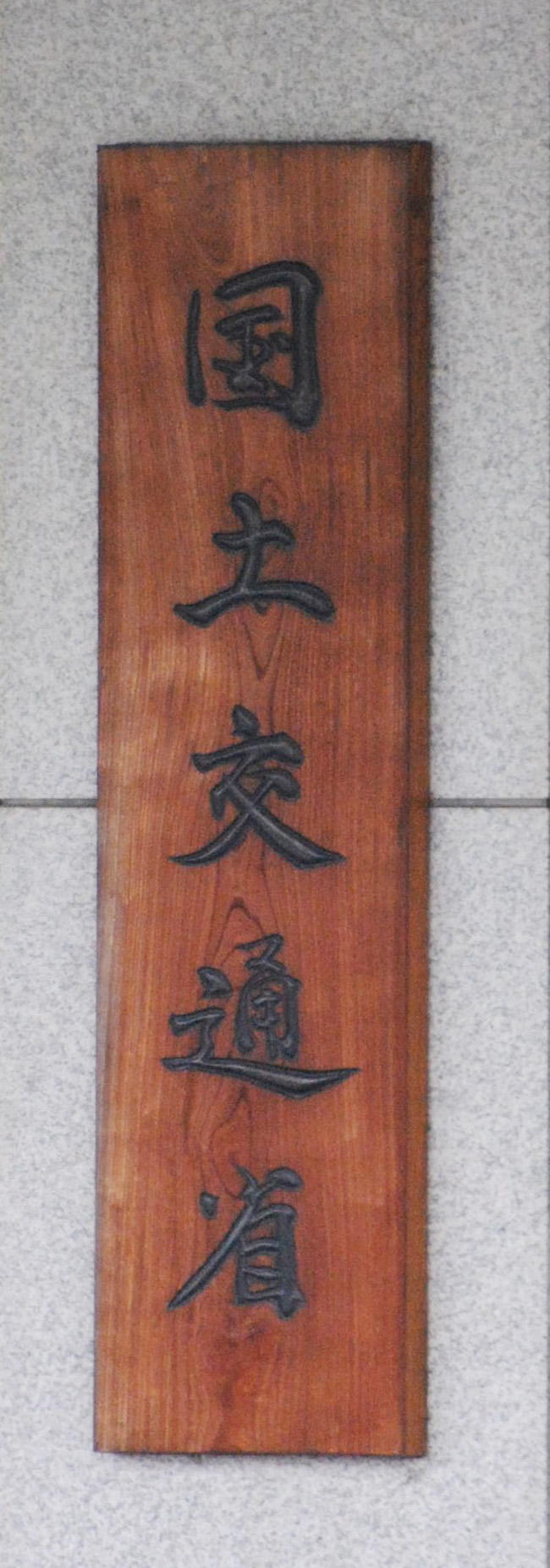
国土交通省の看板。扇千景揮毫。

2001年（平成13年）1月6日、中央省庁再編に伴い、陸水空の運輸や鉄道・港湾・船舶・自動車交通・気象等を所管する運輸省、都市計画・道路・建築物・住宅・河川・官庁営繕など社会資本整備の建設事業を所管する建設省、北海道の総合開発事務を行う北海道開発庁、土地・水資源・離島振興・災害対策・大都市圏政策など総合的な国土行政に関する国土庁の4省庁を統合して誕生した。当該再編にあたっては、特に規模の大きなものであった。
国土交通省の発足に当たっては、旧・運輸省の運輸政策局と旧・建設省の建設経済局を統合して「総合政策局」が、旧・国土庁の大都市圏整備局、地方振興局のそれぞれ一部を統合して「国土計画局」が、旧・建設省の都市局と旧・国土庁の大都市圏整備局、地方振興局のそれぞれ一部を統合して「都市・地域整備局」が、旧・国土庁の土地局と長官官房水資源部を統合して「土地・水資源局」が、旧・運輸省の海運局と海上技術安全局を統合して「海事局」が、いずれも新設されたほか、旧・建設省からは、河川局、道路局、住宅局が、旧・運輸省からは、鉄道局、自動車交通局、航空局、港湾局が、そのまま移行した。旧・北海道開発庁は単独の北海道局を構成した。なお、旧・国土庁の防災局は内閣府に移管された。
2008年（平成20年）10月1日、観光庁の新設、海難審判庁の事故原因究明業務と航空・鉄道事故調査委員会の統合による運輸安全委員会の新設、船員労働委員会の廃止と同委員会業務の中央労働委員会及び交通政策審議会などへの移管を内容とする組織改正を実施した。中央省庁における新たな外局の設置は、いわゆる中央省庁再編以来初めてである。英語表記は当初 Ministry of Land, Infrastructure and Transport（Land:国土、Infrastructure:建設・インフラ、Transport:交通・運輸）としていたが、2008年1月8日の観光庁発足にあわせて、「観光」を意味する Tourism を加え、Ministry of Land, Infrastructure, Transport and Tourism とした。
2011年7月1日、省内横断的な体制の確立や関連する行政の一元化等を図るために局の再編が行われ、水関連行政を一元化するため、河川局と土地・水資源局水資源部、都市・地域整備局下水道部を再編して「水管理・国土保全局」に、土地・水資源局のうちの土地行政部局と総合政策局のうちの建設産業行政部局を再編して「土地・建設産業局」に、国土計画局と都市・地域整備局を「国土政策局」と「都市局」にそれぞれ再編したほか、「国際統括官」が設置され、自動車交通局は「自動車局」に改称された。
2020年6月、同省は豪雨や台風など従来の規模を超える水害が多発しており、最新の想定に基づいて建物を改修する自治体に財政支援する方針を決めた。新型コロナウイルス感染症の予防対策の推進として、スペース拡大といった3密対策も後押しする。21年度予算概算要求に経費を盛り込む。
2023年10月1日、総合政策局の物流政策課を自動車局に移管し、同局を物流・自動車局とし、公共交通・物流政策審議官の職務から物流政策を除き、公共交通政策審議官に改称された。
2024年4月1日、水道行政が、厚生労働省から移管され、水管理・国土保全局が所掌することになった。

### シンボル
国土交通省のシンボルとしては、漢字の「心」の文字を図案化した意匠が用いられている。国土の上で人が弾んでいる躍動感を表すとともに、北海道開発庁、国土庁、運輸省、建設省の4省庁が互いに心をひとつにし、国土交通省として未来に向かって躍動する様子を描いている。職員の投票によりシンボルマークとして制定され、省の封筒や職員のバッジなどに用いられている。

## 所掌事務
国土交通省設置法第4条は計133号に及ぶ所掌事務を列記している。具体的には以下などに関することがある。
- 国土計画（第1号）
- 社会資本の整備（第3号）
- 交通整備・計画・調整（第4号、第5号）
- 土地の使用及び収用（第6号）
- 国が行う土地の測量・地図の調製（第9号）
- 測量業（第10号）
- 建設業（第11号）
- 不動産業（第13号）
- 宅地の供給（第14号）
- 海洋汚染及び海上災害の防止（第15号）
- 貨物流通（第17号）
- 倉庫業（第18号）
- 貨物利用運送事業（第19号）
- 石油パイプライン事業（第20号）
- 観光地および観光施設（第21号）
- 観光業及び旅行業（第22号）
- ホテル及び旅館の登録（第23号）
- 各大都市圏・各地方の開発政策（第24号）
- 北海道総合開発計画（第26号）
- 地価対策（第29号）
- 土地利用の調整（第30号）
- 農住組合（第31号）
- 地価の公示（第32号）
- 不動産の鑑定評価（第33号）
- 国土調査（第34号）
- 水資源開発基本計画（第35号）
- 首都圏及び近畿圏の既成都市区域の過密防止・近郊緑地保全（第38号）
- 豪雪地帯の雪害防除（第40号）
- 北方領土隣接地域の振興（第41号）
- アイヌの伝統及び文化（第42号）
- 災害地域からの集団的移住（第43号）
- 都市計画（第44号）
- 市街地整備（第45号）
- 駐車場（第46号）
- 都市開発資金の貸付け（第47号）
- 都市公園（第48号）
- 都市の緑地保全（第49号）
- 市民農園（第50号）
- 屋外広告物（第51号）
- 古都（明日香村を含む。）における歴史的風土の保存（第52号）
- 水道（第52号の2）
- 下水道（第53号）
- 河川・水流及び水面（第54号）
- 水資源施設（第55号）
- 治水・水利（第56号）
- 公有水面の埋立て及び干拓（第57号）
- 運河（第58号）
- 砂防（第59号）
- 地すべり・ぼた山及び急傾斜地の崩壊・雪崩の防止（第60号）
- 海岸の管理（第61号）
- 水防（第62号）
- 公共土木施設の災害復旧事業（第63号）
- 道路の管理（第64号）
- 有料道路（第65号）
- 住宅の供給・居住環境（第66号）
- 住宅金融支援機構の金融事業（第67号）
- 建築物（第69号）
- 建築士（第70号）
- 鉄道・軌道・索道（第72～76号）
- 道路運送（第77号）
- 自動車ターミナル（第78号）
- 自動車の登録及び自動車抵当（第79号）
- 自動車の整備事業（第81号）
- 軽車両及び自動車用代燃装置（第82号）
- 自動車損害賠償責任保険（第84号）
- 政府の管掌する自動車損害賠償保障事業（第85号）
- 水上運送（第86号）
- 港湾運送（第87号）
- 油による汚染損害の補償（第88号）
- 海事思想の普及・宣伝（第89号）
- 船舶の登録・安全・製造（第90号～93号）
- 船舶用原子炉（第94号）
- モーターボート競走（第95号）
- 船員の労働条件・失業対策・教育（第96～98号）
- 航行安全（海上交通安全（英語版））（第99号）
- 船舶事故（第100号）
- 港湾の管理（第101号）
- 航路の管理（第102号）
- 航空運送事業（第104号）
- 航空機の登録・安全・製造（第105～107号）
- 航空従事者の教育・養成（第108号）
- 空港及び航空保安施設（第109号）
- 航空路・航空交通管制（第110号）
- 航空事故（第111号）
- 官公庁施設の整備（第112号）
- 交通安全基本計画（第117号）
- 海難審判（第118号）
- 気象業務（第119号）
- 気象・地象・水象の予報及び警報（第120号）
- 海上保安（第121号）

## 組織

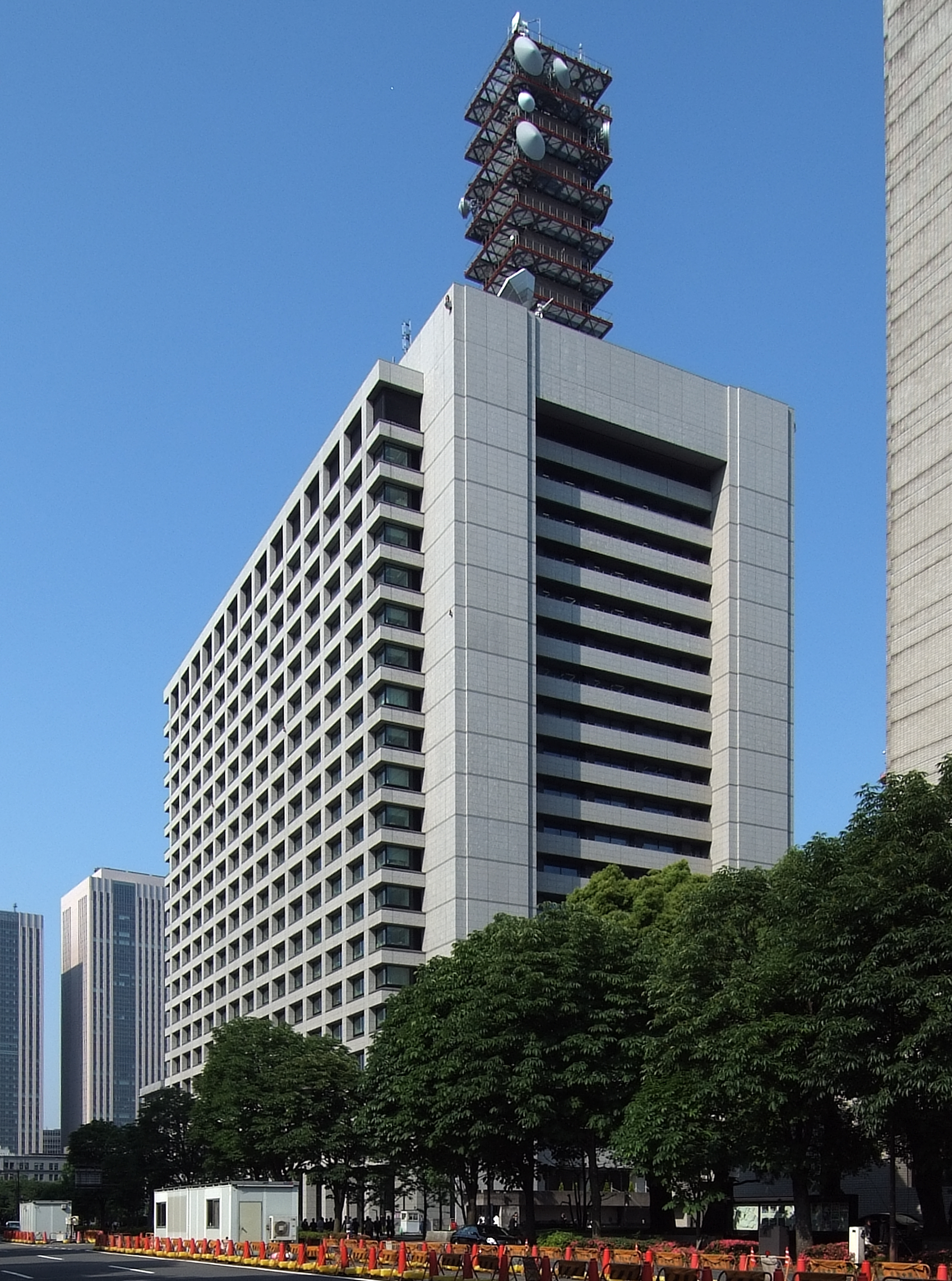
国土交通省分館（中央合同庁舎第2号館）

国土交通省の内部組織は一般的に、法律の国土交通省設置法、政令の国土交通省組織令および省令の国土交通省組織規則が階層的に規定している。なお、他の省の外局の多くや国土交通省でも観光庁や気象庁はそれぞれの省の設置法に規定されているが、海上保安庁は、海上保安庁法という個別の法律に基づいている。

### 幹部
- 国土交通大臣（国家行政組織法第5条、法律第2条第2項）
- 国土交通副大臣（2人）（国家行政組織法第16条）
- 国土交通大臣政務官（3人）（国家行政組織法第17条）
- 国土交通大臣補佐官（1人、必置ではない）（国家行政組織法第17条の2）
- 国土交通事務次官（国家行政組織法第18条）
- 技監（法律第5条）

国土交通省の所掌事務に係る技術を統理する。次官級。
- 国土交通審議官（3人）（法律第5条）

国土交通省の所掌事務に係る重要な政策に関する事務を総括整理する。次官級。
- 国土交通大臣秘書官

### 内部部局等
- 大臣官房（政令第2条）
  - 総括審議官（2人）
  - 技術総括審議官
  - 政策立案総括審議官
  - 公共交通政策審議官
  - 土地政策審議官
  - 危機管理・運輸安全政策審議官
  - 海外プロジェクト審議官
  - 公文書監理官
  - 政策評価審議官
  - サイバーセキュリティ・情報化審議官
  - 審議官（21人、うち1人は関係のある他の職を占める者をもって充てる）
  - 技術審議官（5人）
  - 参事官（18人）
  - 技術参事官
  - 人事課（政令第22条）
  - 総務課
  - 広報課
  - 会計課
  - 地方課
  - 福利厚生課
  - 技術調査課
  - 総括監察官
  - 危機管理官
  - 運輸安全監理官
  - 官庁営繕部（政令第2条第2項）
    - 管理課（政令第22条第2項）
    - 計画課
    - 整備課
    - 設備・環境課
- 総合政策局
  - 次長
  - 総務課（政令第36条）
  - 政策課
  - 社会資本整備政策課
  - バリアフリー政策課
  - 環境政策課
  - 海洋政策課
  - 交通政策課
  - 地域交通課
  - モビリティサービス推進課
  - 公共事業企画調整課
  - 技術政策課
  - 国際政策課
  - 海外プロジェクト推進課
  - 情報政策課
  - 行政情報化推進課
- 国土政策局
  - 総務課（政令第62条）
  - 総合計画課
  - 広域地方政策課
  - 国土情報課
  - 地方振興課
  - 離島振興課
  - 計画官（2人）
  - 特別地域振興官
- 不動産・建設経済局[注釈 2]
  - 次長
  - 総務課（政令第71条）
  - 国際市場課
  - 情報活用推進課
  - 土地政策課
  - 地価調査課
  - 不動産業課
  - 地籍整備課
  - 不動産市場整備課
  - 建設業課
  - 建設市場整備課
- 都市局
  - 総務課（政令第81条）
  - 都市政策課
  - 都市安全課
  - まちづくり推進課
  - 都市計画課
  - 市街地整備課
  - 街路交通施設課
  - 公園緑地・景観課
- 水管理・国土保全局
  - 次長
  - 総務課（政令第91条）
  - 水政課
  - 河川計画課
  - 河川環境課
  - 治水課
  - 防災課
  - 水資源部（政令第2条第2項）
    - 水資源政策課（政令第91条題2項）
    - 水資源計画課

  - 上下水道審議官グループ
  - 大臣官房審議官（上下水道担当）
    - 上下水道企画課（政令第91条題3項）
    - 水道事業課
    - 下水道事業課
    - 参事官(上下水道技術)

  - 砂防部
    - 砂防計画課（政令第91条題4項）
    - 保全課
- 道路局
  - 次長
  - 総務課（政令第105条）
  - 路政課
  - 道路交通管理課
  - 企画課
  - 国道・技術課
  - 環境安全・防災課
  - 高速道路課
  - 参事官
- 住宅局
  - 総務課（政令第114条）
  - 住宅経済・法制課
  - 住宅総合整備課
  - 安心居住推進課
  - 住宅生産課
  - 建築指導課
  - 市街地建築課
- 鉄道局
  - 次長
  - 総務課（政令第122条）
  - 幹線鉄道課
  - 都市鉄道政策課
  - 鉄道事業課
  - 国際課
  - 技術企画課
  - 施設課
  - 安全監理官
- 物流・自動車局
  - 次長
  - 総務課（政令第130条）
  - 物流政策課
  - 貨物流通事業課
  - 安全政策課
  - 技術・環境政策課
  - 自動車情報課
  - 旅客課
  - 安全・環境基準課
  - 審査・リコール課
  - 自動車整備課
- 海事局
  - 次長
  - 総務課（政令第140条）
  - 安全政策課
  - 海洋・環境政策課
  - 船員政策課
  - 外航課
  - 内航課
  - 船舶産業課
  - 検査測度課
  - 海技課
- 港湾局
  - 総務課（政令第157条）
  - 港湾経済課
  - 計画課
  - 産業港湾課
  - 技術企画課
  - 海洋・環境課
  - 海岸・防災課
- 航空局
  - 次長
  - 総務課（政令第164条）
  - 航空ネットワーク部（政令第2条第2項）
    - 航空ネットワーク企画課
    - 国際航空課
    - 航空事業課
    - 空港計画課
    - 空港技術課
    - 空港業務課
    - 首都圏空港課

  - 安全部
    - 安全企画課
    - 運航安全課
    - 航空機安全課

  - 交通管制部
    - 交通管制企画課
    - 管制課
    - 運用課
    - 管制技術課
- 北海道局
  - 総務課（政令第182条）
  - 予算課
  - 地政課
  - 水政課
  - 港政課
  - 農林水産課
  - 参事官
- 政策統括官（2人）
  - 政策評価官
- 国際統括官
  - 国際交通特別交渉官

### 審議会等
- 国土審議会（法律第6条）
- 社会資本整備審議会（法律第6条）
- 交通政策審議会（法律第6条）
- 運輸審議会（法律第6条）
- 中央建設工事紛争審査会（建設業法、法律第6条）
- 中央建設業審議会（建設業法、法律第6条）
- 土地鑑定委員会（地価公示法、法律第6条）
- 国土開発幹線自動車道建設会議（国土開発幹線道路建設法、法律第6条）
- 中央建築士審査会（建築士法、法律第6条）
- 国立研究開発法人審議会

### 施設等機関
- 国土交通政策研究所（政令第191条）
- 国土技術政策総合研究所（政令第191条）
- 国土交通大学校（政令第191条）
- 航空保安大学校（政令第191条）

### 特別の機関
- 国土地理院（法律第27条第1項）
  - 支所（法律第28条第3項）
- 小笠原総合事務所（小笠原諸島の復帰に伴う法令の適用の暫定措置等に関する法律 、法律第27条第2項）
- 自転車活用推進本部（自転車活用推進法第12条）
- 海難審判所（海難審判法、法律第27条第2項）
  - 地方海難審判所（海難審判法第11条）

### 地方支分部局
国土交通省の地方支分部局は地方整備局、北海道開発局、地方運輸局、地方航空局および航空交通管制部の5区分がある（法律第30条）。
- 地方整備局（法律第30条）
  - 総務部（政令第208条第4項）
  - 企画部
  - 建政部
  - 河川部
  - 道路部
  - 港湾空港部
  - 営繕部
  - 用地部
  - 事務所（法律第32条）
- 北海道開発局
  - 開発監理部（政令第210条第3項）
  - 事業振興部
  - 建設部
  - 港湾空港部
  - 農業水産部
  - 営繕部
  - 開発建設部（法律第34条）
- 地方運輸局
  - 総務部（政令第213条第3項）
  - 企画観光部
  - 交通環境部
  - 鉄道部
  - 自動車交通部
  - 自動車技術安全部
  - 海事振興部
  - 海上安全環境部
  - 運輸監理部（法律第36条）
  - 運輸支局（法律第37条）
- 地方航空局
  - 総務部（政令第218条第3項）
  - 空港部
  - 保安部
  - 事務所（法律第39条）
- 航空交通管制部

#### 地方整備局
- 東北地方整備局（政令第206条）
- 関東地方整備局
- 北陸地方整備局
- 中部地方整備局
- 近畿地方整備局
- 中国地方整備局
- 四国地方整備局
- 九州地方整備局

#### 地方運輸局
- 北海道運輸局（政令第122条）
- 東北運輸局
- 関東運輸局
- 北陸信越運輸局
- 中部運輸局
- 近畿運輸局
- 中国運輸局
- 四国運輸局
- 九州運輸局

#### 地方航空局
- 東京航空局（政令第217条）
- 大阪航空局

#### 航空交通管制部
- 東京航空交通管制部（政令第219条）
- 神戸航空交通管制部
- 福岡航空交通管制部

### 外局
- 観光庁（国家行政組織法第3条第2項別表第1、法律第41条）
  - 審議官
  - 参事官（2人）
  - 総務課（政令第224条の3）
  - 観光戦略課
  - 観光産業課
  - 国際観光部（政令第223条）
    - 国際観光課
    - 参事官（2人）

  - 観光地域振興部
    - 観光地域振興課
    - 観光資源課
- 気象庁
  - 総務部（政令第226条）
  - 情報基盤部
  - 大気海洋部
  - 地震火山部
  - 気象研究所（政令第234条）
  - 気象衛星センター
  - 高層気象台
  - 地磁気観測所
  - 気象大学校
  - 管区気象台（5）（法律第48条第1項）
  - 沖縄気象台（法律第48条第2項）
- 運輸安全委員会（国家行政組織法第3条第2項別表第1、運輸安全委員会設置法、法律第41条第2項）[注釈 3]
  - 事務局（運輸安全委員会設置法第17条）
- 海上保安庁（国家行政組織法第3条第2項別表第1、海上保安庁法、法律第41条第2項）
  - 総務部（政令第246条）
  - 装備技術部
  - 警備救難部
  - 海洋情報部
  - 交通部
  - 海上保安大学校（政令第254条）
  - 海上保安学校
  - 管区海上保安本部（11）（政令第258条）

## 所管法人
国土交通省が主管する独立行政法人は2024年4月1日現在、以下の15法人である。国土交通省が主管する独立行政法人で行政執行法人であるものはない。
- 土木研究所
- 建築研究所
- 自動車技術総合機構
- 海上・港湾・航空技術研究所
- 海技教育機構
- 航空大学校
- 鉄道建設・運輸施設整備支援機構（JRTT）
- 国際観光振興機構
- 水資源機構（農林水産省・経済産業省との共管）
- 自動車事故対策機構
- 空港周辺整備機構
- 都市再生機構（UR都市機構）
- 奄美群島振興開発基金（財務省との共管）
- 日本高速道路保有・債務返済機構
- 住宅金融支援機構（財務省との共管）

国土交通省が主管する特殊法人は2024年4月1日現在、以下の12法人である。すべて株式会社の形態で設立された特殊会社である。
- 空港会社
  - 成田国際空港
  - 新関西国際空港
- JRグループ
  - 北海道旅客鉄道（JR北海道）
  - 四国旅客鉄道（JR四国）
  - 日本貨物鉄道（JR貨物）
- 東京地下鉄（東京メトロ）
- 道路会社
  - NEXCO
    - 東日本高速道路（NEXCO東日本）
    - 中日本高速道路（NEXCO中日本）
    - 西日本高速道路（NEXCO西日本）

  - 本州四国連絡高速道路（JB本四高速）
  - 都市高速道路管理・運営会社
    - 首都高速道路
    - 阪神高速道路

国土交通省が主管する特別の法律により設立される民間法人（特別民間法人）は、以下の4法人である。
- 日本勤労者住宅協会
- 軽自動車検査協会
- 日本小型船舶検査機構
- 日本水先人会連合会

国土交通省が主管する地方共同法人には日本下水道事業団がある。
国土交通省は特別の法律により設立される法人として船員災害防止協会を厚生労働省と共管している。
国土交通省が主管する認可法人は存在しない。

## 財政
2024年度（令和6年度）一般会計当初予算における国土交通省所管の歳出予算は6兆964億8411万5千円。組織別の内訳は国土交通本省が5兆4130億7092万1千円、国土技術政策総合研究所が49億8865万5千円、国土地理院が85億6296万9千円、海難審判所が9億4128万7千円、地方整備局が2332億6949万9千円、北海道開発局が487億8030万4千円、地方運輸局が217億1451万5千円、地方航空局が23億4161万6千円、観光庁が520億0485万円、気象庁が491億7126万6千円、運輸安全委員会が21億4604万5千円、海上保安庁が2594億9218万8千円となっている。
歳入予算は7242億6447万6千円である。科目別の内訳は、政府資産整理収入が765億7748万8千円、雑収入が6476億8698万8千円となっている。政府資産整理収入の大部分は、回収金等収入765億7688万7千円である。雑収入の大部分は、公共事業費負担金（国の公共工事について地方自治体の負担するもの）5259億456万4千円である。
国土交通省は、自動車安全特別会計を所管し、財務省と財政投融資特別会計を共管する。また国会、裁判所、会計検査院、内閣、内閣府、デジタル庁、復興庁、総務省、法務省、外務省、財務省、文部科学省、厚生労働省、農林水産省、経済産業省、国土交通省、環境省及び防衛省所管の東日本大震災復興特別会計を共管する。自動車安全特別会計は、自動車事故対策勘定、自動車検査登録勘定および空港整備勘定で構成される。2024年度（令和6年度）における自動車安全特別会計の歳出予算は、自動車事故対策勘定が222億7126万4千円、自動車検査登録勘定が435億9649万4千円、空港整備勘定が3945億1325万2千円となっている。

## 職員
一般職の在職者数は2023年7月1日現在、国土交通省全体で56,038人（男性47,895人、女性8,143人）である。機関別内訳は本省が37,828人（男性31,625人、女性6,203人）、観光庁213人（男性158人、女性55人）、気象庁4,356人（男性3,792人、女性564人）、運輸安全委員会166人（男性146人、女性20人）、海上保安庁13,475人（男性12,174人、女性1,301人）となっている。
行政機関職員定員令に定められた国土交通省の定員は特別職1人を含めて60,208人（2024年9月30日までは、60,248人）。本省及び各外局別の定員は省令の国土交通省定員規則が、本省39,9842人（2024年9月30日までは、40,024人）、観光庁224人、気象庁5,030人、運輸安全委員会182人（事務局の定員）、海上保安庁14,788人と規定する。
2023年度一般会計予算における予算定員は特別職19人、一般職52,502人の計52,521人である。一般会計の予算定員の機関別内訳は本省4,431人、国土技術政策総合研究所350人、国土地理院651人、海難審判所78人、地方整備局19,514人、北海道開発局4,513人、地方運輸局2,902人、地方航空局283人、観光庁224人、気象庁4,597人、運輸安全委員会190人、海上保安庁14,763人となっている。特別会計予算における予算定員は、自動車安全特別会計7,632人、東日本大震災復興特別会計（国土交通省所管分）3人（すべて地方整備局）である。自動車安全特別会計予算定員の勘定・機関別内訳は自動車検査登録勘定が1,382人（本省133人、地方運輸局1,249人）、空港整備勘定が6,282人（本省620人、国土技術政策総合研究所2人、地方整備局が66人、航空保安大学校285人、地方航空局3,671人、航空交通管制部1,175人、気象庁433人）となっている。財政投融資特別会計に国土交通省の予算定員は措置されていない。
職員構成上の特色として、技術系職員（技官）の採用比率が高いことが挙げられる。国土交通省における国家総合職（旧「国家Ⅰ種」）試験合格者から採用される職員（いわゆるキャリア）の採用実績については、毎年7割前後を技術系が占めており、その大半が「工学」区分（旧「理工I」区分）と呼ばれる一般工学系試験合格者からの採用者となっている。また、特許庁や防衛装備庁と並んで、技官のトップ職である技監職が設けられているほか、事務方のトップである事務次官（国土交通事務次官）に技官が就任する比率も文部科学省と並んで高い。
国土交通省の一般職職員は非現業の国家公務員なので、労働基本権のうち争議権と団体協約締結権は国家公務員法により認められていない。団結権は認められており、職員は労働組合として国公法の規定する「職員団体」を結成し、若しくは結成せず、又はこれに加入し、若しくは加入しないことができる（国公法第108条の2第3項）。ただし、海上保安庁職員は職務の性質から団結権も認められておらず、労働組合結成や加入してはならない（国公法第108条の2第5項）。
2024年3月31日現在、人事院に登録された職員団体の数は単一体4、支部196の計210団体となっている。うち単一体1、支部9が管理職員がつくる職員団体である。なお、管理職員の24.4%、3.7%となっている。現存する主な職員団体には国土交通労働組合（国交労組）、全北海道開発局労働組合（全開発）、国土交通省職員組合（国交職組）、国土交通省管理職ユニオン、沖縄国家公務員労働組合気象支部および国総研横須賀職員組合がある。
国交労組は2011年9月に国土交通省労働組合共闘会議が単一化して発足した。共闘会議は国土交通省全建設労働組合（全建労）、全運輸労働組合（全運輸）、全運輸省港湾建設労働組合（全港建）、全気象労働組合（全気象）、海員学校職員組合（全海員）および海技大学校職員組合（海技大労組）の6単組で構成されていた。結成当初の組織人員は公称約1万7000人と国交省内で最大である。加盟単産は国公労連（全労連系）。
国交職組は前身を建設省職員組合（建職組）といい、建設省が国土交通省へ統合されたことに伴い現名に改称した。組合員数は約800人と少数派組合となっている。1960年代の建設省時代に全建労から分裂して結成された旧全官公・同盟系の第2組合を源流とし、現在も単産は国交労組とは異なり国公連合（連合系）に加盟している。ほかに全開発と沖縄国家公務員労働組合気象支部も国公連合に組織されている。

## 広報
国土交通省が編集する白書には「国土交通白書」、「土地白書」、「観光白書」、「日本の水資源」、「首都圏白書」、「気象業務はいま」（通称：気象白書）および「海上保安レポート」（旧称:海上保安白書）の7種類がある。そのうち「土地白書」「観光白書」「首都圏白書」は、それぞれ土地基本法第10条、観光立国推進基本法第8条および首都圏整備法第30条の2の規定により、毎年度、政府が国会に提出する報告書ないし施策文書が収録される。例えば、「土地白書」は「地価、土地利用、土地取引その他の土地に関する動向及び政府が土地に関して講じた基本的な施策に関する報告」と「土地に関する動向を考慮して講じようとする基本的な施策を明らかにした文書」が収録される。「観光白書」および「首都圏白書」も同様である。
定期刊行の広報誌としては、大臣官房広報課が編集発行事務を行っている『国土交通』が隔月刊で発行されている。国土交通省発足の2001年から月刊で、国土交通省の編集協力の下、前身各省庁の広報誌を編集していた所管4団体（運輸振興協会、建設広報協議会、国土計画協会、北海道開発協会）による共同編集発行という体制で発行されていたが、2009年3月号をもって休刊した。編集発行の主体を4法人から国土交通省に変更し、刊行頻度も隔月刊に減らして2009年12月に再刊した。

## ネガティブ情報等検索サイト
国土交通省では、2007年10月より、同省管轄の行政処分等を検索できる「国土交通省ネガティブ情報等検索サイト」を提供している。
2005年の構造計算書偽造問題などを受けて開設したもので、国土交通省は、適正な事業運営や公正で自由な競争の確保を目的として設置したものとしている。
開設当初の情報掲載期間は最短2年、建設業者や宅地建物取引業者は5年であったが、知床遊覧船沈没事故を受け、2023年4月より、すべての情報について掲載期間を5年に統一した。

## 幹部職員
本省における一般職の主な幹部は以下のとおり。外局、施設等機関、特別の機関、地方支分部局の幹部職員はそれぞれの頁を参照。
- 事務次官：水嶋智
- 技監：廣瀬昌由
- 国土交通審議官：塩見英之
- 国土交通審議官：天河宏文
- 国土交通審議官：寺田吉道
- 大臣秘書官：城戸一興
- 大臣官房長：黒田昌義
  - 総括審議官：千葉信義
  - 総括審議官：岡野まさ子
  - 技術総括審議官：中村晃之
  - 政策立案総括審議官：長井総和
  - 公共交通政策審議官：池光崇
  - 土地政策審議官：堤洋介
  - 危機管理・運輸安全政策審議官：平嶋隆司
  - 海外プロジェクト審議官：小笠原憲一
  - 上下水道審議官：石井宏幸
- 総合政策局長：鶴田浩久
- 国土政策局長：佐々木正士郎
- 不動産・建設経済局長：楠田幹人
- 都市局長：中田裕人
- 水管理・国土保全局長：林正道
- 道路局長：沓掛敏夫
- 住宅局長：宿本尚吾
- 鉄道局長：五十嵐徹人
- 物流・自動車局長：石原大
- 海事局長：新垣慶太
- 港湾局長：安部賢
- 航空局長：宮澤康一
- 北海道局長：石川伸
- 政策統括官：佐々木俊一
- 政策統括官：渡邊輝
- 国際統括官：日笠弥三郎

## 関連紛争や諸問題

### 関連紛争
- 東京一極集中の問題点 - 日本の首都機能移転論 - 全総の評価（国土計画）
- 日本における公共事業の問題点
- 新幹線E2系車両技術の中国への譲渡問題
- リニア中央新幹線の静岡工区における工事中断問題
- 海上保安庁の歴史 - 尖閣諸島関連年表（尖閣諸島中国船領海侵犯問題） - 中国漁船サンゴ密漁問題
- 改正水道法による水道民営化（2019年施行）と民営化後の各国の対応 - ヴェオリア・オー（ヴェオリア・ウォーター）社[27] - 経済安全保障
- 中国資本等による水資源等土地の取得開発問題（水資源保全条例、中国の水危機も参照）

### 不祥事等
- 情報漏洩 [28] [注釈 5]
- 国交省の統計書き換え問題（「建設工事受注動態統計」をめぐる基幹統計及び基幹統計調査不正問題（2013年度 - 2020年度）[29][30]。）